# Øystein Slettemark
Øystein Slettemark (født 20. august 1967 i Rio de Janeiro, Brasilien) er en dansk/grønlandsk skiskytte skiløber af norsk oprindelse. Han var udtaget til Vinter-OL 2010 i Vancouver. Han repræsenterede Grønlands Biathlon Forbund, som til OL hører under DIF som National olympisk komité for rigsfællesskabet.
Slettemark er bosat i Nuuk på Grønland. Han er medlem af Nuuk Biathlon og har konkurreret internationalt for Grønland (i skiskydning) og Danmark (i langrend samt skiskydning i OL) siden 2000. Han har også været formand for det grønlandske skiskytteforbund.
Slettemark konkurrerede i juniorklassen i langrend. Han var da bosat i Asker i Norge, men opnåede aldrig de store resultater. Efter militærtjenesten og studier flyttet han i 1994 fra Norge til Grønland sammen med sin grønlandske kone Uiloq Slettemark, grønlands bedste kvindelige skiskytte. Han genoptog skikarrieren, og begyndte med skiskydning i efteråret 2001.
Slettemark debuterede i World Cup i skiskydning på sprinten (10 km) i Hochfilzen, Østrig, i 2001 med en 113. plads ud af 123 deltagere. Hans bedste placering i World Cup er en 49. plads (af 66 deltagere) på sprinten i Fort Kent i Maine, USA i 2004. I VM er hans bedste placering en 77. plads (af 103 deltagere) på sprinten i Anterselva i 2007. Han har deltaget i VM hvert år siden 2003, men ikke i OL i 2006. Under VM i Pyeongchang i 2009 var han den tredjeældste deltager, efter Athanassios Tsakiris fra Grækenland og Slettemarks kone Uiloq Slettemark.
Slettemark deltog på 50 km langrend for Danmark i VM i Val di Fiemme i 2003 og Liberec i 2009. I 2003 blev han nummer 54 af 63 deltagere, på massestarten i 2009 blev han overhalet med en runde og fik ikke lov til at fuldføre konkurrencen. Hans bedste placering i et internationalt langrend er en 14. plads i et FIS-løb (10 km) i Davos i 2002.
Slettemark har vundet det 160km lange Arctic Circle Race, et grønlandsk tre dages etapeløb i langrend, fire gange, i 2002, 2004, 2006 og 2007.
Slettemark arbejder for Direktoratet for Natur og Miljø.